# 과학소년
과학소년은 대한민국의 초중학생을 대상으로 한 과학 월간 잡지로, 1991년 5월 창간되어 현재 약 120만명의 구독자를 보유하고 있다.
당초 공문교육연구원(현재 교원구몬)에서 발행했으나 2000년 1월호부터 사람이 판권을 인수했으며  자매지는 위즈키즈인데 2000년 1월호부터 해당 잡지(과학소년) 판권을 인수한 교원(구 중앙교육연구원)은 2005년 같은 그룹 계열사인 교원교육(구 교원) 교원아카데미(구 중앙아카데미)를 흡수합병했다. 현재 과학소년의 집필진은 서동현 편집장, 한윤정 디자이너, 예재영 기자,이지수 기자,    양아영 팀장이며 마스코트는 화성에서 온 사이보, 로보, 로미이다. 사이보는 사이언스 보이의 약자이며, 로보는 로봇 보이의 약자이다.

## 현재 진행코너

### 특집
- 특집

### 호기심 과학
- 협객 사이언
- 비주얼 사이언스
- 과학 메이커

### 최신 과학
- 사이언스 핫토픽

- 창간 이벤트

- 과학 핫템 리뷰

- 과학 핫플레이스

- 과학 시사 토론배틀

### 생활 과학
- 과민사 히어로즈

### 융합 과학
- 한반도 희귀식물도감
- 도전! 사이언스 푸드
- 융합으로 미디어 보기

### 과소 토피아
- 인터랙티브 SF 소설
- 곽소친 우체통
- 선물 보따리

## 수상 경력
- 2000년, 2005년, 2009년, 2020년 대한민국 우수 콘텐츠 잡지 선정
- 2002년 청소년 권장사이트 선정
- 2004년 대한민국과학콘텐츠 대상
- 2008년 우수 환경 도서 선정
- 2012년 세계잡지연맹 회장상 수상(App)

## 같이 보기
- 위즈키즈
- 과학동아
- 어린이 과학동아
- 수학동아